# ويليام دبليو. ونايت (سياسي)
ويليام دبليو. ونايت (بالإنجليزية: William W. Knight)‏ هو ناشر ومحامي وسياسي أمريكي، ولد في 8 فبراير 1909 في وينيباغو في الولايات المتحدة، وتوفي في 19 فبراير 1981 في بورتلاند في الولايات المتحدة. حزبياً، نشط في الحزب الجمهوري. وقد انتخب عضو مجلس نواب أوريغون.